# Coupe Spengler 1927
Navigation
Édition précédente Édition suivante
La Coupe Spengler 1927 est la 5e édition de la Coupe Spengler. Elle se déroule en décembre 1927 à Davos, en Suisse.

## Règlement du tournoi
Les six équipes sont réparties en deux groupes de trois équipes chacun. Le groupe A est composé du Hockey Club Davos, de l'Université de Cambridge et des Canadiens de Paris. Le groupe B est composé de l'SC Riessersee, du SC Berlin et de l'Université d'Oxford.
Les équipes jouent un match contre chacune des autres équipe de son groupe. Les premiers de chaque groupe se rencontrent afin de déterminer le vainqueur de la Coupe Spengler.

## Résultats

### Phase de groupes

#### Groupe A
| Clt   | Équipe                  | PJ | V | VP | D | DP | BP | BC | Pts |
| ----- | ----------------------- | -- | - | -- | - | -- | -- | -- | --- |
| +001, | HC Davos                | 2  | 2 | 0  | 0 | 0  | 12 | 2  | 4   |
| +002, | Université de Cambridge | 2  | 1 | 0  | 1 | 0  | 4  | 8  | 2   |
| +003, | Canadiens de Paris      | 2  | 0 | 0  | 2 | 0  | 2  | 8  | 0   |

- Qualifié directement pour la finale

|  | HC Davos | 7-1 | Université de Cambridge |  |

| décembre | Canadiens de Paris | 1-3 | Université de Cambridge |  |

| 28 décembre | HC Davos | 5-1 | Canadiens de Paris |  |

#### Groupe B
| Clt   | Équipe              | PJ | V | VP | D | DP | BP | BC | Pts |
| ----- | ------------------- | -- | - | -- | - | -- | -- | -- | --- |
| +001, | SC Berlin           | 2  | 2 | 0  | 0 | 0  | 9  | 4  | 4   |
| +002, | Université d'Oxford | 2  | 1 | 0  | 1 | 0  | 5  | 5  | 2   |
| +003, | SC Riessersee       | 2  | 0 | 0  | 2 | 0  | 3  | 8  | 0   |

- Qualifié directement pour la finale

|  | SC Berlin | 5-2 | SC Riessersee |  |

| décembre | Université d'Oxford | 2-4 | SC Berlin |  |

| décembre | SC Riessersee | 1-3 | Université d'Oxford |  |

### Finale
| 31 décembre | HC Davos | 3-2 | SC Berlin | Eisstadion Davos 4 000 spectateurs |